# Вергунов Віктор Анатолійович
Вергунов Віктор Анатолійович (3 червня 1960, Дернівка, Баришівський район, Київська область) — історик природознавства, учений-аграрій в галузі сільськогосподарської меліорації та природоохоронного землеробства, організатор галузевої бібліотечної справи, доктор габілітації сільськогосподарських наук (2003), доктор сільськогосподарських наук (2010), доктор історичних наук (2019), професор (2000), академік Національної академії аграрних наук України (2015, член-кореспондент із 2010), почесний академік Національної академії педагогічних наук України (2023). Директор Національної наукової сільськогосподарської бібліотеки НААН (2000), іноземний член Російської академії сільськогосподарських наук (2012 — березень 2022). Член Національної спілки журналістів України (2004), Національної спілки краєзнавців України (2016). Заслужений працівник сільського господарства України (2003).

## Біографія
Народився 3 червня 1960 р. в с. Дернівка Баришівського району Київської обл. Закінчив агрономічний факультет Ворошиловградського сільськогосподарського інституту (1982) та з відзнакою магістратуру історичного факультету ДВНЗ «Переяслав-Хмельницький державний педагогічний університет імені Григорія Сковороди» (2010). З 1982 р. до 1986 р. працював агрохіміком на Панфильській дослідній станції по освоєнню боліт, а після закінчення аспірантури (1988) у ННЦ «Інститут землеробства НААН» молодшим науковим співробітником, потім науковим співробітником лабораторії захисту ґрунтів від ерозії. З 1993 р. очолив сектор міжнародних зв'язків та підготовки наукових кадрів, а з 1998 р. — завідувач відділу інформаційно-консультаційного забезпечення АПВ Київської обл.
З 2000 р. — директор Центральної наукової сільськогосподарської бібліотеки УААН (ЦНСГБ УААН) (нині – Національна наукова сільськогосподарська бібліотека Національної академії аграрних наук України (ННСГБ НААН)) — керівник Інституту історії аграрної науки, освіти та техніки. За керівництва у березні 2001 р. бібліотека отримала статус науково-дослідного інституту першої категорії, її включено до Відділення регіональних центрів АПВ НААН, на базі ЦНСГБ – Державної наукової сільськогосподарської бібліотеки (ДНСГБ УААН) з функціями науково-дослідного та методичного центру галузі (Постанова Кабінету Міністрів України від 29.10.2003 р. № 1697) та статус національної бібліотеки (Указ Президента України від 14.12.2012 р. № 700).
У 1992 р. захистив кандидатську, в 2003, 2010 та 2019  рр. — докторські дисертації. 
Науково-організаційну та методичну діяльність В. А. Вергунова як віце-президента Асоціації бібліотек України та директора головної книгозбірні аграрної галузі, що за свої фондом є третьою галузевою бібліотекою світу, визнано на державному рівні, а також фахівцями з-за кордону. Заснував новий напрям і власну школу у вітчизняному природознавстві — вивчення історії аграрної науки, освіти й техніки. З цих питань під науковим керівництвом ученого захищено 82 дисертації, з них на здобуття наукового ступеня кандидата історичних (55), сільськогосподарських (14), біологічних (1) наук, докторів наук - історичних (10), сільськогосподарських (1) та доктора філософії (гуманітарні науки, 032 - Історія та археологія (1). Автор понад 1600 наукових, науково-популярних, монографічних видань, окремих статей до енциклопедичних видань, журналістських публікацій, бібліографічних покажчиків, співавтор низки підручників для вищих навчальних закладів. 

Нагороджений Почесними грамотами Кабінету Міністрів України (2002, 2014) та Верховної Ради України (2002, 2005), срібною медаллю ВДНГ УРСР (1990), медалями Верховної Ради України «Десять років незалежності» (2003) та «Двадцять років незалежності України» (2011), Почесною відзнакою УААН (2007), присуджено премії: імені О. Бойченка (1990), імені М. Островського (1991), НАН України для молодих вчених (1995), УААН — «За видатні досягнення в аграрній науці» (2001), АР Крим (2006), імені М. С. Грушевського НАН України (2009), імені В. Я. Юр'єва НАН України (2014), ім. В. Малика в номінації «Література та публіцистика» (2015); Подякою Прем’єр міністра України (2017), «Подякою Голови Верховної Ради України»(2023), Відзнакою НАН України «За професійні здобутки» (2018), відзнакою Міністерства культури України «За досягнення в розвитку культури і мистецтв» орденами «За заслуги» І ступеня (2018), ІІ ступеня (2015), «За заслуги» ІІІ ступеня (2009), князя Ярослава Мудрого V ступеня (2020), «За заслуги в сільському господарстві» ступеню кавалера (Республіка Франція, 2010), «За заслуги в сільському господарстві» та значний особистий внесок у розширення співпраці з Польською Республікою й розвиток сільського господарства (2021); золотою медаллю Центру аграрних наук Дебреценського університету (2014); Премією НАН України імені В. Я. Юр'єва (2014). 

## Почесні звання
- Заслужений працівник сільського господарства України (2003);
- Заслужений діяч науки і техніки Автономної Республіки Крим (2010).
- Лауреат Премії ім. В. Малика в номінації «Література та публіцистика» (2015)
- Лауреат Премії імені Героя України Михайла Сікорського (2016).
- Лауреат Премії ім. Панаса Мирного Полтавської обласної ради в номінації «Журналістика та публіцистика» (2018)
- Премії ім. І. П. Котляревського Полтавської обласної ради (2018).
- імені В. Я. Юр'єва НАН України (2014),
- АР Крим (2006)[уточнити],
- УААН – «За видатні досягнення в аграрній науці» (2001),
- Премії НАН України для молодих вчених (1995),
- Премії імені О. Бойченка (1990),
- Премії імені М. Островського (1991),

- 2024 — Почесний громадянин Києва[3]

## Нагороди
- Орден князя Ярослава Мудрого V ст. (9 листопада 2020) — за значний особистий внесок у розвиток національної культури і мистецтва, вагомі творчі здобутки та високу професійну майстерність[4]
- Орден «За заслуги» I ст. (19 травня 2018) — за вагомий особистий внесок у розвиток вітчизняної науки, зміцнення науково-технічного потенціалу України, багаторічну сумлінну працю та високий професіоналізм[5]
- Орден «За заслуги» ІІ ступеня (22 січня 2015) — за значний особистий внесок у державне будівництво, соціально-економічний, науково-технічний, культурно-освітній розвиток Української держави, багаторічну сумлінну працю та високий професіоналізм[6]
- Орден «За заслуги» ІІІ ступеня (26 вересня 2009) — За значний особистий внесок у розвиток бібліотечної справи, вагомі досягнення у професійній діяльності та з нагоди Всеукраїнського дня бібліотек[7]
- Ювілейна медаль «20 років незалежності України» (19 серпня 2011) — за значний особистий внесок у соціально-економічний, науково-технічний та культурно-освітній розвиток Української держави, вагомі трудові здобутки та багаторічну сумлінну працю[8]
- Почесна грамота Кабінету Міністрів України (12 грудня 2002) — за багаторічну плідну працю, вагомий особистий внесок у розвиток аграрної науки та впровадження її досягнень у виробництво, підготовку висококваліфікованих спеціалістів для агропромислового комплексу[9]
- Почесна грамота Верховної Ради України;
- Кавалер Ордена Сільськогосподарських заслуг, (Франція) — (2008)[10]
- Орден Пошани (Російська Федерація, 6 березня 2012) — за великий внесок в розвиток двохсторонньої російсько-української співпраці в галузі сільськогосподарської науки[11]